# Волейбол на літніх Олімпійських іграх 2012
Волейбольний турнір на Олімпійських іграх 2012 року в Лондоні проходив в чотирьох номінаціях: чоловічий та жіночий волейбол, а також чоловічий та жіночий пляжний волейбол. Змагання відбувались з 28 липня по 12 серпня.
Змагання з волейболу проходили у виставковому центрі Ерлс Корт, в західній частині Лондона, а пляжний волейбол проходив на майданчиках Horse Guards Parade в центрі Лондона.

## Змагання
Чотири комплекти нагород були розігранні в наступних дисциплінах:
- Волейбол — чоловіки (12 команд)
- Волейбол — жінки (12 команд)
- Пляжний волейбол — чоловіки (24 команди)
- Пляжний волейбол — жінки (24 команди)

## Підсумкова таблиця
| Місце  | Країна    | Золото | Срібло | Бронза | Загалом |
| ------ | --------- | ------ | ------ | ------ | ------- |
| 1      | Бразилія  | 1      | 2      | 1      | 4       |
| 2      | США       | 1      | 2      | 0      | 3       |
| 3      | Росія     | 1      | 0      | 0      | 1       |
| 3      | Німеччина | 1      | 0      | 0      | 1       |
| 5      | Італія    | 0      | 0      | 1      | 1       |
| 5      | Японія    | 0      | 0      | 1      | 1       |
| 5      | Латвія    | 0      | 0      | 1      | 1       |
| Всього | Всього    | 4      | 4      | 4      | 12      |

## Медалісти
| Дисципліна                  | Золото | Срібло | Бронза |
| --------------------------- | --- | --- | --- |
| Чоловіки                    | Росія (RUS) Микола Апаліков Тарас Хтей (капітан) Сергій Гранкін Сергій Тетюхін Олександр Соколов Юрій Бережко Олександр Буцько Дмитро Мусерський Дмитро Ільїніх Максим Михайлов Олександр Волков Олексій Обмочаєв   | Бразилія (BRA) Брунінью Воллес де Соуза Сідао Леандро Віссотто Жіба (капітан) Мурілу Ендрес Сержіо Сантос Тьяго Алвес Родріган Лукас Сааткамп Рікардо Гарсія Данте                                    | Італія (ITA) Андреа Барі Емануеле Бірареллі Данте Бонінфанте Андреа Джові Іван Зайцев Міхал Ласко Луїджі Мастранджело Самуеле Папі Сімоне Пароді Крістіан Савані Драган Травиця Алессандро Фей |
| Волейбол жінки              | Бразилія (BRA) Фабіана Клаудіно (капітан) Дані Лінс Паула Пекуено Аденізія да Сілва Таїса Менезес Жаклін Карвалью Фернанда Феррейра Тандара Кайшета Наталія Перейра Шейла Кастро Фабіана де Олівейра Фернанда Гарай | США (USA) Деніелл Скотт-Арруда Тейїба Ганіф-Парк Ліндсі Берг (капітан) Тамарі Міяшіро Ніколь Девіс Джордан Ларсон Меган Годж Кріста Гармотто Лоґан Том Фолуке Акінрадево Кортні Томпсон Дестіні Гукер | Японія (JPN) Еріка Аракі Хітомі Накаміті Каорі Іноуе Майко Кано Саорі Кімура Ай Отомо Саорі Сакода Юко Сано Ріса Сіннабе Йосіє Такесіта Май Ямагуті Юкіко Ебата                                |
| Пляжний волейбол — чоловіки | Німеччина (GER) Юліус Брінк Йонас Рекерманн | Бразилія (BRA) Емануель Регу Алісон Серутті | Латвія (LAT) Мартиньш Плявіньш Яніс Шмединьш |
| Пляжний волейбол — жінки    | США (USA) Місті Мей Керрі Волш | США (USA) Ейпріл Росс Дженніфер Кессі | Бразилія (BRA) Жуліанна да Сілва Ларісса Франса |